# Netball-Weltmeisterschaft 2019
Die Netball-Weltmeisterschaft 2019 war die dreizehnte Austragung der Weltmeisterschaft im Netball. Die Weltmeisterschaft wurde in Liverpool, England in der Echo Arena auf Hallenspielfeldern ausgetragen. Im Finale setzte sich Neuseeland mit 52:51 gegen Australien durch und konnte sich so die fünfte Weltmeisterschaft sichern.

## Teilnehmer
Neben dem Gastgeber qualifizierten sich fünf fünf Mannschaften über die Weltrangliste direkt für das Turnier. Die verbliebenen Plätze wurden in fünf Regionalturnieren (Afrika, Amerika, Asien, Europa und Ozeanien) ausgespielt, wobei sich jeweils zwei Mannschaften qualifizierten.
| - Australien - Barbados - England - Fiji - Jamaika - Malawi - Neuseeland - Nordirland | - Samoa - Schottland - Simbabwe - Singapur - Sri Lanka - Südafrika - Trinidad und Tobago - Uganda |

## Format
In einer Vorrunde spielten die Mannschaften in vier Vierer-Gruppen jeweils Jeder gegen Jeden. Für einen Sieg gab es zwei Punkte, für ein Unentschieden einen Punkt. Die drei Erstplatzierten einer jeden Gruppe qualifizierten sich für die Zwischenrunde, die ebenfalls in zwei Sechser-Gruppen ausgetragen wurde. Dort wurden nur die Partien ausgetragen, die nicht schon in der Vorrunde stattgefunden haben. Die beiden bestplatzierten dieser Gruppen qualifizierten sich für das Halbfinale und spielten im Play-off-Modus den Turniersieger aus. Des Weiteren wurden alle anderen Platzierungen ausgespielt.

## Vorrunde
Während des Turniers gab es die folgenden Ergebnisse.

### Gruppe A
Tabelle
| Rang | Land       | Gew. | Unent. | Verl. | Punkte |
| ---- | ---------- | ---- | ------ | ----- | ------ |
| 1    | Australien | 3    | 0      | 0     | 6      |
| 2    | Simbabwe   | 2    | 0      | 1     | 4      |
| 3    | Nordirland | 1    | 0      | 2     | 2      |
| 4    | Sri Lanka  | 0    | 0      | 3     | 0      |

Spiele
| 12. Juli (11:00) | Liverpool (Court 1) | Australien 88 | – | Nordirland 24 |
|                  |                     |               |   |               |

| 12. Juli (11:25) | Liverpool (Court 2) | Simbabwe 79 | – | Sri Lanka 49 |
|                  |                     |             |   |              |

| 13. Juli (9:00) | Liverpool (Court 1) | Australien 73 | – | Simbabwe 37 |
|                 |                     |               |   |             |

| 13. Juli (9:25) | Liverpool (Court 2) | Nordirland 88 | – | Sri Lanka 24 |
|                 |                     |               |   |              |

| 14. Juli (15:00) | Liverpool (Court 1) | Australien 99 | – | Sri Lanka 24 |
|                  |                     |               |   |              |

| 14. Juli (15:25) | Liverpool (Court 2) | Nordirland 49 | – | Simbabwe 51 |
|                  |                     |               |   |             |

### Gruppe B
Tabelle
| Rang | Land       | Gew. | Unent. | Verl. | Punkte |
| ---- | ---------- | ---- | ------ | ----- | ------ |
| 1    | Neuseeland | 3    | 0      | 0     | 6      |
| 2    | Malawi     | 2    | 0      | 1     | 4      |
| 3    | Barbados   | 1    | 0      | 2     | 2      |
| 4    | Singapur   | 0    | 0      | 3     | 0      |

Spiele
| 12. Juli (9:00) | Liverpool (Court 1) | Neuseeland 64 | – | Malawi 45 |
|                 |                     |               |   |           |

| 12. Juli (9:25) | Liverpool (Court 2) | Barbados 79 | – | Singapur 49 |
|                 |                     |             |   |             |

| 13. Juli (11:00) | Liverpool (Court 1) | Neuseeland 78 | – | Barbados 25 |
|                  |                     |               |   |             |

| 13. Juli (11:25) | Liverpool (Court 2) | Malawi 87 | – | Singapur 38 |
|                  |                     |           |   |             |

| 14. Juli (9:00) | Liverpool (Court 1) | Neuseeland 89 | – | Singapur 21 |
|                 |                     |               |   |             |

| 14. Juli (9:25) | Liverpool (Court 2) | Malawi 65 | – | Barbados 41 |
|                 |                     |           |   |             |

### Gruppe C
Tabelle
| Rang | Land                | Gew. | Unent. | Verl. | Punkte |
| ---- | ------------------- | ---- | ------ | ----- | ------ |
| 1    | Südafrika           | 3    | 0      | 0     | 6      |
| 2    | Jamaika             | 2    | 0      | 1     | 4      |
| 3    | Trinidad und Tobago | 1    | 0      | 2     | 2      |
| 4    | Fiji                | 0    | 0      | 3     | 0      |

Spiele
| 12. Juli (17:00) | Liverpool (Court 1) | Jamaika 85 | – | Fiji 29 |
|                  |                     |            |   |         |

| 12. Juli (17:25) | Liverpool (Court 2) | Südafrika 76 | – | Trinidad und Tobago 45 |
|                  |                     |              |   |                        |

| 13. Juli (17:00) | Liverpool (Court 1) | Jamaika 68 | – | Trinidad und Tobago 43 |
|                  |                     |            |   |                        |

| 13. Juli (17:25) | Liverpool (Court 2) | Südafrika 90 | – | Fiji 35 |
|                  |                     |              |   |         |

| 14. Juli (17:00) | Liverpool (Court 1) | Jamaika 52 | – | Südafrika 55 |
|                  |                     |            |   |              |

| 14. Juli (17:25) | Liverpool (Court 2) | Trinidad und Tobago 67 | – | Fiji 56 |
|                  |                     |                        |   |         |

### Gruppe D
Tabelle
| Rang | Land       | Gew. | Unent. | Verl. | Punkte |
| ---- | ---------- | ---- | ------ | ----- | ------ |
| 1    | England    | 3    | 0      | 0     | 6      |
| 2    | Uganda     | 2    | 0      | 1     | 4      |
| 3    | Schottland | 1    | 0      | 2     | 2      |
| 4    | Samoa      | 0    | 0      | 3     | 0      |

Spiele
| 12. Juli (19:00) | Liverpool (Court 1) | England 64 | – | Uganda 32 |
|                  |                     |            |   |           |

| 12. Juli (19:25) | Liverpool (Court 2) | Schottland 53 | – | Samoa 35 |
|                  |                     |               |   |          |

| 13. Juli (15:00) | Liverpool (Court 1) | England 70 | – | Schottland 34 |
|                  |                     |            |   |               |

| 13. Juli (15:25) | Liverpool (Court 2) | Uganda 69 | – | Samoa 48 |
|                  |                     |           |   |          |

| 14. Juli (11:00) | Liverpool (Court 1) | England 90 | – | Samoa 24 |
|                  |                     |            |   |          |

| 14. Juli (11:25) | Liverpool (Court 2) | Uganda 52 | – | Schottland 43 |
|                  |                     |           |   |               |

## Zwischenrunde (13–16)

### Gruppe E
Tabelle
| Rang | Land      | Gew. | Unent. | Verl. | Punkte |
| ---- | --------- | ---- | ------ | ----- | ------ |
| 1    | Samoa     | 3    | 0      | 0     | 6      |
| 2    | Fiji      | 2    | 0      | 1     | 4      |
| 3    | Sri Lanka | 1    | 0      | 2     | 2      |
| 4    | Singapur  | 0    | 0      | 3     | 0      |

Spiele
| 15. Juli (11:25) | Liverpool (Court 2) | Sri Lanka 88 | – | Singapur 50 |
|                  |                     |              |   |             |

| 15. Juli (15:25) | Liverpool (Court 2) | Fiji 54 | – | Samoa 55 |
|                  |                     |         |   |          |

| 16. Juli (9:00) | Liverpool | Fiji 88 | – | Singapur 50 |
|                 |           |         |   |             |

| 16. Juli (11:00) | Liverpool | Sri Lanka 55 | – | Samoa 65 |
|                  |           |              |   |          |

| 17. Juli (9:00) | Liverpool | Sri Lanka 44 | – | Fiji 59 |
|                 |           |              |   |         |

| 17. Juli (11:00) | Liverpool | Singapur 49 | – | Samoa 63 |
|                  |           |             |   |          |

## Zwischenrunde (1–12)

### Gruppe F
Tabelle
| Rang | Land       | Gew. | Unent. | Verl. | Punkte |
| ---- | ---------- | ---- | ------ | ----- | ------ |
| 1    | Australien | 5    | 0      | 0     | 10     |
| 2    | Neuseeland | 4    | 0      | 1     | 8      |
| 3    | Malawi     | 3    | 0      | 2     | 6      |
| 4    | Simbabwe   | 2    | 0      | 3     | 4      |
| 5    | Nordirland | 1    | 0      | 4     | 2      |
| 6    | Barbados   | 0    | 0      | 5     | 0      |

Spiele
| 15. Juli (9:00) | Liverpool (Court 1) | Simbabwe 36 | – | Neuseeland 79 |
|                 |                     |             |   |               |

| 15. Juli (9:25) | Liverpool (Court 2) | Nordirland 43 | – | Malawi 47 |
|                 |                     |               |   |           |

| 15. Juli (11:00) | Liverpool (Court 1) | Australien 91 | – | Barbados 22 |
|                  |                     |               |   |             |

| 16. Juli (15:00) | Liverpool | Nordirland 28 | – | Neuseeland 77 |
|                  |           |               |   |               |

| 16. Juli (17:00) | Liverpool | Australien 74 | – | Malawi 25 |
|                  |           |               |   |           |

| 16. Juli (19:00) | Liverpool | Simbabwe 66 | – | Barbados 41 |
|                  |           |             |   |             |

| 18. Juli (8:30) | Liverpool | Nordirland 46 | – | Barbados 43 |
|                 |           |               |   |             |

| 18. Juli (10:30) | Liverpool | Australien 50 | – | Neuseeland 49 |
|                  |           |               |   |               |

| 18. Juli (12:30) | Liverpool | Simbabwe 43 | – | Malawi 59 |
|                  |           |             |   |           |

### Gruppe G
Tabelle
| Rang | Land                | Gew. | Unent. | Verl. | Punkte |
| ---- | ------------------- | ---- | ------ | ----- | ------ |
| 1    | England             | 5    | 0      | 0     | 10     |
| 2    | Südafrika           | 4    | 0      | 1     | 8      |
| 3    | Jamaika             | 3    | 0      | 2     | 6      |
| 4    | Uganda              | 2    | 0      | 3     | 4      |
| 5    | Trinidad und Tobago | 0    | 1      | 4     | 1      |
| 6    | Schottland          | 0    | 1      | 4     | 1      |

Spiele
| 15. Juli (15:00) | Liverpool (Court 1) | Jamaika 48 | – | England 56 |
|                  |                     |            |   |            |

| 15. Juli (17:00) | Liverpool (Court 1) | Trinidad und Tobago 54 | – | Uganda 57 |
|                  |                     |                        |   |           |

| 15. Juli (17:25) | Liverpool (Court 2) | Südafrika 66 | – | Schottland 38 |
|                  |                     |              |   |               |

| 16. Juli (17:00) | Liverpool | Trinidad und Tobago 46 | – | England 72 |
|                  |           |                        |   |            |

| 16. Juli (17:00) | Liverpool | Jamaika 67 | – | Schottland 36 |
|                  |           |            |   |               |

| 16. Juli (19:00) | Liverpool | Südafrika 67 | – | Uganda 40 |
|                  |           |              |   |           |

| 18. Juli (16:00) | Liverpool | Trinidad und Tobago 43 | – | Schottland 43 |
|                  |           |                        |   |               |

| 18. Juli (18:00) | Liverpool | Jamaika 57 | – | Uganda 39 |
|                  |           |            |   |           |

| 18. Juli (20:00) | Liverpool | Südafrika 47 | – | England 58 |
|                  |           |              |   |            |

## Platzierungsspiele

### Spiel um Platz 15
| 19. Juli (9:00) | Liverpool | Sri Lanka 78 | – | Singapur 57 |
|                 |           |              |   |             |

### Spiel um Platz 13
| 19. Juli (11:00) | Liverpool | Samoa 53 | – | Fiji 42 |
|                  |           |          |   |         |

### Spiel um Platz 11
| 20. Juli (9:00) | Liverpool | Barbados 42 | – | Schottland 53 |
|                 |           |             |   |               |

### Spiel um Platz 9
| 20. Juli (17:15) | Liverpool | Nordirland 48 | – | Trinidad und Tobago 57 |
|                  |           |               |   |                        |

### Halbfinale (5–8)
| 19. Juli (15:00) | Liverpool | Simbabwe 47 | – | Jamaika 77 |
|                  |           |             |   |            |

| 19. Juli (17:00) | Liverpool | Malawi 55 | – | Uganda 44 |
|                  |           |           |   |           |

### Spiel um Platz 7
| 21. Juli (9:00) | Liverpool | Simbabwe 47 | – | Uganda 58 |
|                 |           |             |   |           |

### Spiel um Platz 5
| 21. Juli (11:00) | Liverpool | Jamaika 68 | – | Malawi 50 |
|                  |           |            |   |           |

## Finalrunde

### Halbfinale
| 20. Juli (11:00) | Liverpool | Australien 55 | – | Südafrika 53 |
|                  |           |               |   |              |

| 20. Juli (15:00) | Liverpool | England 45 | – | Neuseeland 47 |
|                  |           |            |   |               |

### Spiel um Platz 3
| 21. Juli (14:30) | Liverpool | England 58 | – | Südafrika 42 |
|                  |           |            |   |              |

### Finale
| 21. Juli (17:00) | Liverpool | Australien 51 | – | Neuseeland 52 |
|                  |           |               |   |               |